# گینفورد، کانتی دورام
گینفورد (به انگلیسی: Gainford) یک روستا و محله مدنی در بریتانیا است که در County Durham واقع شده‌است. گینفورد ۱٬۲۴۱ نفر جمعیت دارد.